# Diana (Madagáscar)

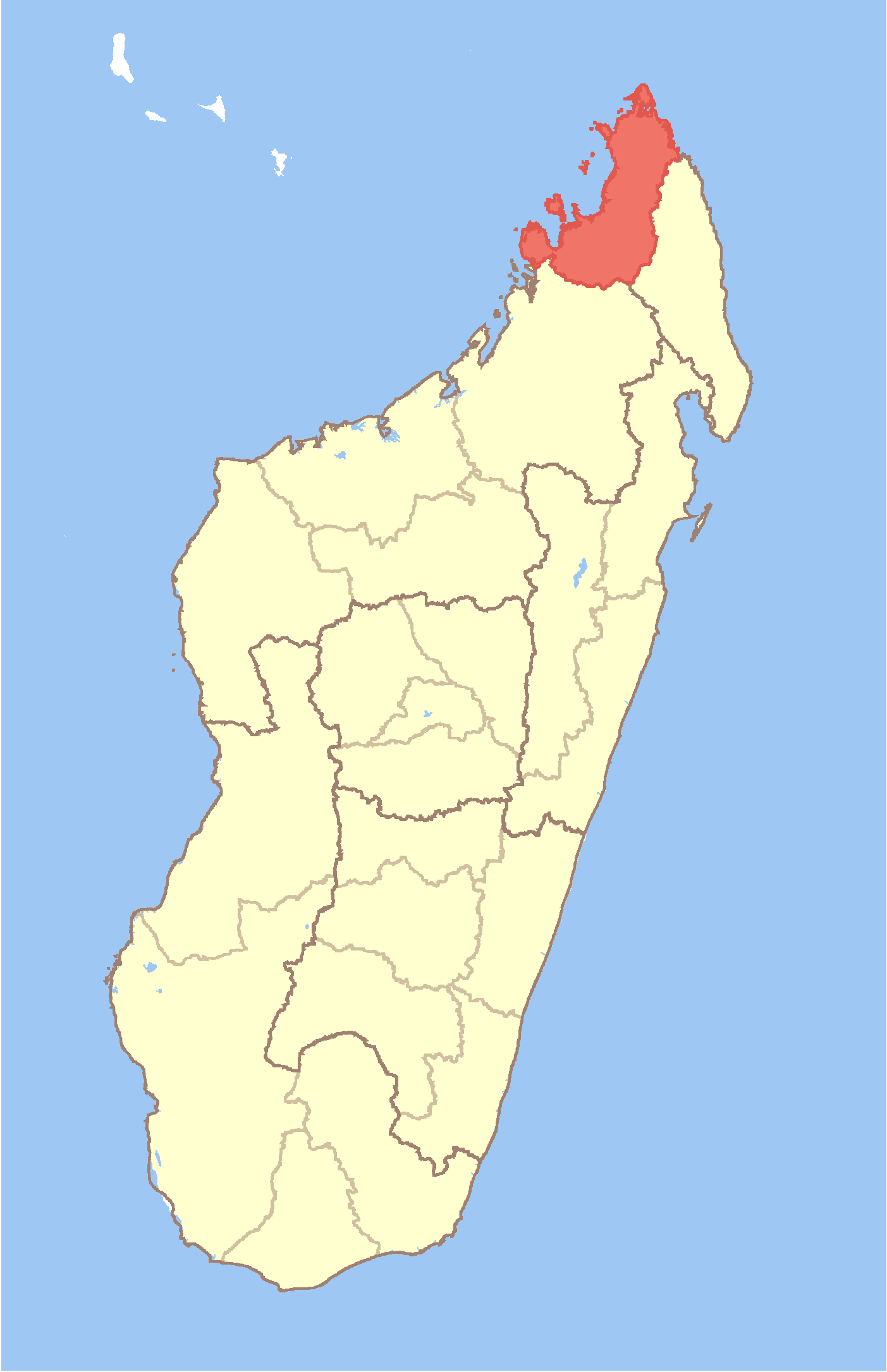
A Região Diana fica no norte de Madagáscar

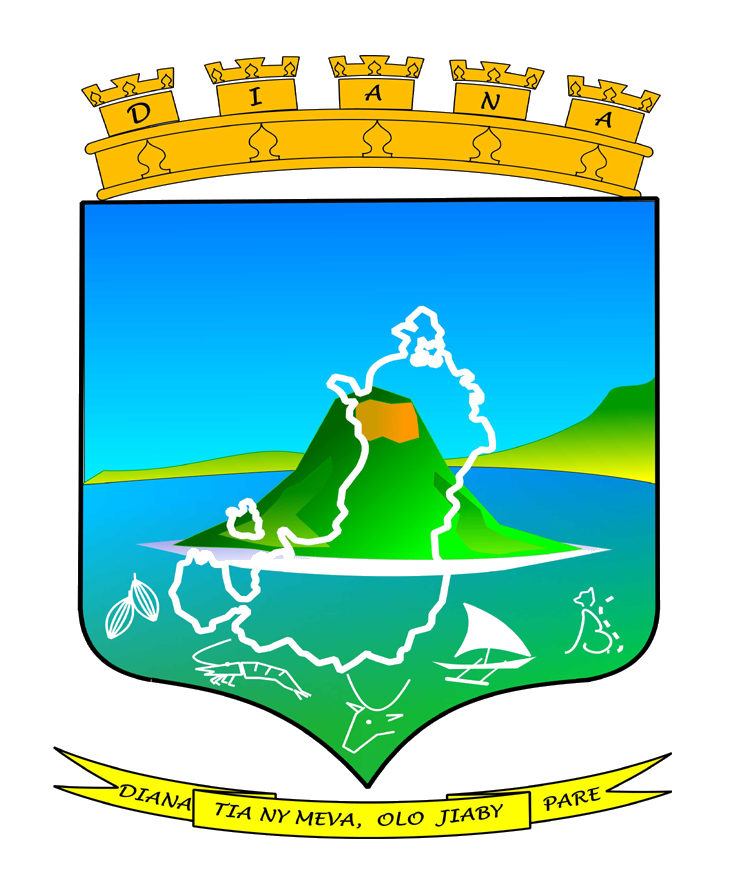
brasão da Região Diana

Diana é uma região de Madagáscar localizada na província de Antsiranana. Sua capital é a cidade de Antsiranana.

## Distritos
A região Diana é dividido em 5 distritos:
- Antsiranana I (a cidade de Antsiranana)
- Antsiranana II (a area rural em torno de Antsiranana)
- Ambilobe
- Ambanja
- Nosy Be (a Ilha Nosy Be)

## Natureza
A região Diana comporta as areas protegidas seguintes:
- Parque Nacional de Ankarana
- Parque Nacional da Montanha de Ambre
- Parque Nacional de Lokobe
- Parque Nacional de Tsaratanana
- Reserva Natural Analamerana
- Reserva Natural Manongarivo
- Tsingy Vermelho

## Geografia
Os principais rios da região são:
- Rio Besokatra
- Rio Irodo
- Rio Loky
- Rio Mahavavy
- Rio Ramena
- Rio Saharenana
- Rio Sambirano